# Tanita Tikaram
Tanita Tikaram (Münster, 1969. augusztus 12. –) nyugatnémet születésű brit pop- és folkénekesnő, dalszerző, dalszövegíró. Stílusára főleg rövid, akusztikus gitárral kísért dalok jellemzőek, bár legismertebb dala, a Twist in My Sobriety, mellyel 1988-ban tarolt a listákon, egy csaknem öt perces zeneszám.

## Élete
Tanita Tikaram maláj és szingaléz vérvonallal rendelkezik: édesapja Pramod Tikaram a brit hadsereg tisztje, aki az NSZK-ban szolgált, hindi-fidzsi és maláj ősökkel. Édesanyja a maláj nemzetiségű Fatimah Rohani. Testvére Ramon Tikaram színész. A németországi Münsterből Angliába, Basingstoke-ba költöztek. Miután Tikaram híressé vált Basingstoke-ból a londoni Primrose Hillbe költözött.
Tanita 9 éves korában kezdett gitározni, 16 évesen írta első komolyabb dalát Poor Cow címmel, társadalomkritikaként a kortársnőire nézve. Az érettségi befejezése után elküldte a demófelvételeit egy kiadónak,  és 1987 végén, az első koncertje után rögtön szerződést kötött vele a WEA.
1988 áprilisában elkezdte debütáló albuma, az Ancient Heart felvételét, amely ez év szeptemberében jelent meg, amikor 19 éves volt. Első kislemeze, a Good Tradition hamarosan megjelent, és sikeres lett Európában. Röviddel az Ancient Heart nagylemez megjelenése előtt annak egyik dala, a Twist in My Sobriety című slágere is tarolt a listákon. A dal, amit világ körüli turnén mutathatott be pályafutását meghatározó sikert aratott, egyik legismertebb dala lett. A dalhoz díjnyertes fekete-fehér videóklip készült, melyet Bolívia vidéki részein forgattak, és Gerard de Thame rendezett. Az album is nagy siker volt, négymillió példány fogyott el belőle; az 1980-as évek végi női énekeshullám egyik alaplemeze Suzanne Vega és Tracy Chapman albumai mellett.
1989 elején megjelent kislemezei, a Cathedral Song és a World Outside Your Window ugyancsak sikert arattak. Tanita az év nagy részében turnézott. A norvégiai koncert egy évvel később megjelent videókazettán. Nyáron folytak a második nagylemez felvételei, amiről a We Almost Got It Together is siker volt, bár a kritikusok már fanyalogva fogadták az 1990 elején megjelenő The Sweet Keeper albumot, amely az Ancient Heart vonalát követte. Az albumról még két kislemez jelent meg, mérsékelt sikerrel (Little Sister leaving Town, Thursday's Child).
Az 1991-es év elején megjelent harmadik nagylemeze Everybody's Angel címmel. A stílus kicsit változott, komor balladák és folkos dalok helyett dzsesszes, bluesos, soulos hatások jellemzik a lemezt.
1992-ben megjelent negyedik nagylemeze Eleven Kinds of Loneliness címmel, Richard Yates novelláskötete alapján. A dalok nagy része a gitár-dob-basszus stílust követi, a szövegek személyesebbek lettek, de mindez kevés volt ahhoz, hogy a listák elejére kerüljön, talán mert Tanita sokak szemében még mindig a hosszú hajú gitáros lány volt.
1995-ig nem jelentetett meg új lemezt, de közreműködött más előadók (Nanci Griffith, Mark Isham, Christie Hennessy, Moodswings) lemezein dalszerzőként és énekesként. Ebben az évben a Lovers in the City című album megjelenése biztosította neve továbbélését. Az album, bár kisebb sikereket elért, nem tudott újat mutatni.
1996-ban válogatásalbuma jelent meg 17 dallal.
1998-ban új kiadónál, a Mother Recordsnál jelentette meg következő stúdióalbumát, a Cappuccino Songs-ot, amely könnyedebb, latinosabb alkotás. Kisebb sikert ért el.
Hét év múlva, 2005-ben került piacra újabb alkotása, a Sentimental című album, ismét új kiadónál. Régi-új arc és stílus, akusztikus-dzsesszes dalok jellemzik.
Tikaram Closer To the People című albuma 2016. március 11-én jelent meg. Az albumról a Glass Love Train című kislemez jelent meg 2016. január 22-én jelent meg, illetve a Food On My Table című dalhoz készült videóklip.
2017-ben nyíltan vallott leszbikusságáról.
2021 szeptemberében különleges vendégként lépett fel a Glastonbury Fesztivál Abbey Extravaganza rendezvényén.

## Diszkográfia
- Ancient Heart (1988)
- The Sweet Keeper (1990)
- Everybody's Angel (1991)
- Eleven Kinds of Loneliness (1992)
- Lovers in the City (1995)
- The Best of Tanita Tikaram (1996)
- The Cappuccino Songs (1998)
- Sentimental (2005)
- Can't Go Back (2012)
- Closer to the People (2016)
- To Drink the Rainbow (An Anthology 1988–2019) (2019)
- LIAR (Love Isn't A Right) (2025)[5][6]

## Külső hivatkozások
- Hivatalos oldal (angolul)
- facebook rajongói oldal (angolul)
- Rajongói oldal (2005 óta nem frissül)
- TanitaTikaram.Net, The Unofficial Tanita Tikaram Website (angolul)
- Dömötör Endre: Tanita Tikaram: Sentimental, 2005. augusztus 30. (magyarul)